# Pedro Moreira
Pour les articles homonymes, voir Ramos et Moreira.
Pedro Jorge Ramos Moreira est un footballeur international cap-verdien d'origine portugaise né le 16 janvier 1983 à Lisbonne. Il évolue au poste d'attaquant devenu entraîneur.
Pedro Moreira a joué 14 matchs en première division roumaine et possède par ailleurs plusieurs sélections en Équipe du Cap-Vert.

## Carrière
| Saison    | Club                      | Pays     |
| --------- | ------------------------- | -------- |
| 2002-2003 | 1° de Maio FC Sarilhense  | Portugal |
| 2003-2006 | FC Barreirense            | Portugal |
| 2006-2007 | União Leiria Louletano DC | Portugal |
| 2007-2008 | CD Fátima                 | Portugal |
| 2008-2009 | Gloria Buzău              | Roumanie |
| 2009-2011 | CD Fátima                 | Portugal |
| 2011-2012 | Estoril-Praia             | Portugal |